# Irina Karamanos
Irina Sabine Alice Karamanos Adrian, née le 29 octobre 1989 à Santiago, est une anthropologue et politologue chilienne.
Compagne de Gabriel Boric, président du Chili depuis le 11 mars 2022,, elle est « Première dame » jusqu'à leur séparation en novembre 2023.

## Biographie

### Politique
Irina Karamanos a dirigé le Front féministe de son parti politique, Convergence sociale.
Au départ, elle et Gabriel Boric s'opposent à l'existence du rôle de la Première dame. Elle déclare ainsi : « Je pense que c'est un rôle que nous devons repenser parce que nous vivons à des époques différentes et que beaucoup de choses ont changé. Nous devons repenser le pouvoir et les relations qui en ressortent ». Cependant, Irina Karamanos déclare plus tard qu'après avoir réfléchi à la décision pendant plusieurs semaines, elle assumerait le rôle et le réformerait, et elle se concentrerait sur les questions transgenres et la migration des enfants. La décision d'assumer le rôle et de préserver l'existence du rôle de Première dame est à la fois critiquée et soutenue par les dirigeants de divers groupes féministes au Chili. Certains dans la société lui reprochent d’être illégitime, puisqu’elle n’est pas mariée avec le président.
Elle annonce en novembre 2022 mettre fin au « rôle institutionnel de "Première dame" ». Les fondations associées à sa fonction sont placés sous la direction des ministères de la Culture, de l’Éducation ou des Droits de la femme. Irina Karamanos avait déjà considérablement réduit le décorum de son bureau, remplaçant les 2 000 euros mensuels d'arrangements floraux par un seul bouquet artificiel.
Elle déclare vouloir poursuivre le militantisme politique et reprendre son travail de chercheuse dans le domaine de l'éducation.
Le couple annonce leur séparation le 16 novembre 2023,.

### Vie personnelle
Irina Karamanos est fille d'immigrants. Son père, Jorge Karamanos Eleftheriu, est originaire de Grèce ; il décède lorsqu'elle a 8 ans. Sa mère, Sabine Adrian Gierke, est une traductrice d'allemand née en Uruguay. Ses grands-parents paternels sont nés à Kymi, en Grèce, et ses grands-parents maternels sont nés en Allemagne. Elle parle espagnol, grec, anglais et allemand. Elle est diplômée en sciences de l'éducation et en anthropologie.